# Jacobabad (Distrikt)
Der Distrikt Jacobabad ist ein Verwaltungsdistrikt in Pakistan in der Provinz Sindh. Sitz der Distriktverwaltung ist die gleichnamige Stadt Jacobabad.
Der Distrikt hat eine Fläche von 2686 km² und nach der Volkszählung von 2017 1.006.297 Einwohner. Die Bevölkerungsdichte beträgt 375 Einwohner/km². Im Distrikt wird zur Mehrheit die Sprache Sindhi gesprochen.

## Lage
Der Distrikt befindet sich im Norden der Provinz Sindh, die sich im Südosten von Pakistan befindet. Der Distrikt grenzt im Norden an Belutschistan. 

## Verwaltungsgliederung
Der Distrikt ist administrativ in drei Tehsil unterteilt:
- Garhi Khairo
- Jacobabad
- Thul

## Geschichte
Der Name leitet sich von der Stadt Jacobabad ab die 1847 von General John Jacob gegründet wurde, einem Beamten der Britischen Ostindien-Kompanie.

## Demografie
Zwischen 1998 und 2017 wuchs die Bevölkerung um jährlich 1,72 %. Von der Bevölkerung leben ca. 11 % in städtischen Regionen und ca. 89 % in ländlichen Regionen. In 177.867 Haushalten leben 515.480 Männer, 490.778 Frauen und 39 Transgender, woraus sich ein Geschlechterverhältnis von 105 Männern pro 100 Frauen ergibt und damit einen für Pakistan häufigen Männerüberschuss.
Die Alphabetisierungsrate in den Jahren 2014/15 bei der Bevölkerung über 10 Jahren liegt bei 35 % (Frauen: 19 %, Männer: 50 %) und damit deutlich unter dem Durchschnitt der Provinz Sindh von 60 %.
| Jahr | Einwohnerzahl |
| ---- | ------------- |
| 1972 | 402.114       |
| 1981 | 586.234       |
| 1998 | 727.190       |
| 2017 | 1.006.297     |